# إسبلكنون قطبي شمالي
سبلكنون قطبي شمالي (الاسم العلمي:Splachnum arcticum) هو نوع من النباتات يتبع جنس السبلكنون من الفصيلة السبلكنونية.